# Bandelier
Das Bandelier (auch Bandolier oder Bandalier; französisch bandoulière oder spanisch bandolera „Bändchen“) ist ein über die Schulter gelegter, schräg über den Oberkörper getragener breiter Lederriemen, an dem militärische Ausrüstungsgegenstände befestigt waren, die sich aufgrund ihres Gewichtes schlecht am Gürtel oder Leibgurt tragen ließen.

## Verwendung (historisch)

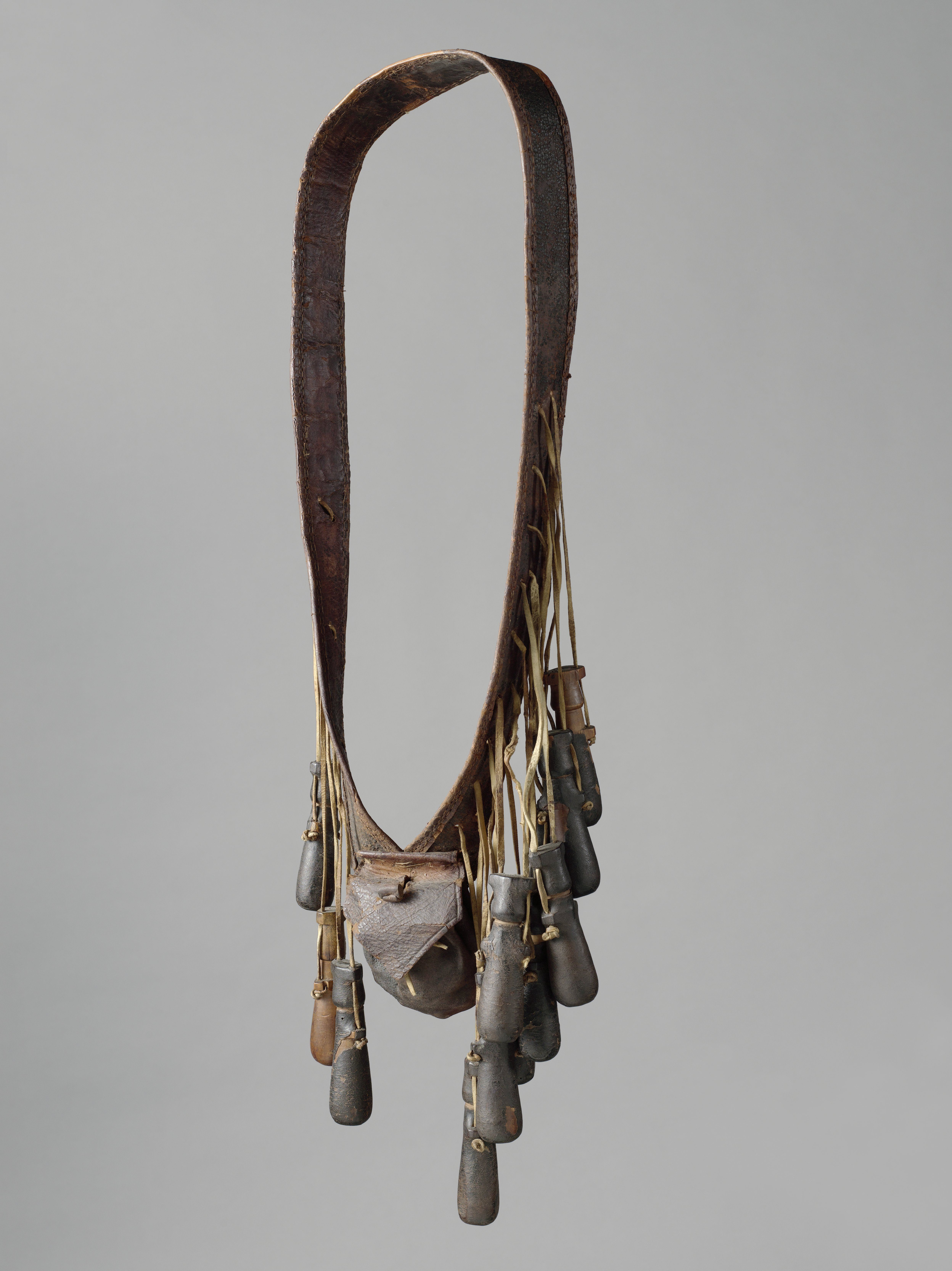
Ein vollständiges Bandelier eines Arkebusiers aus dem 17. Jahrhundert

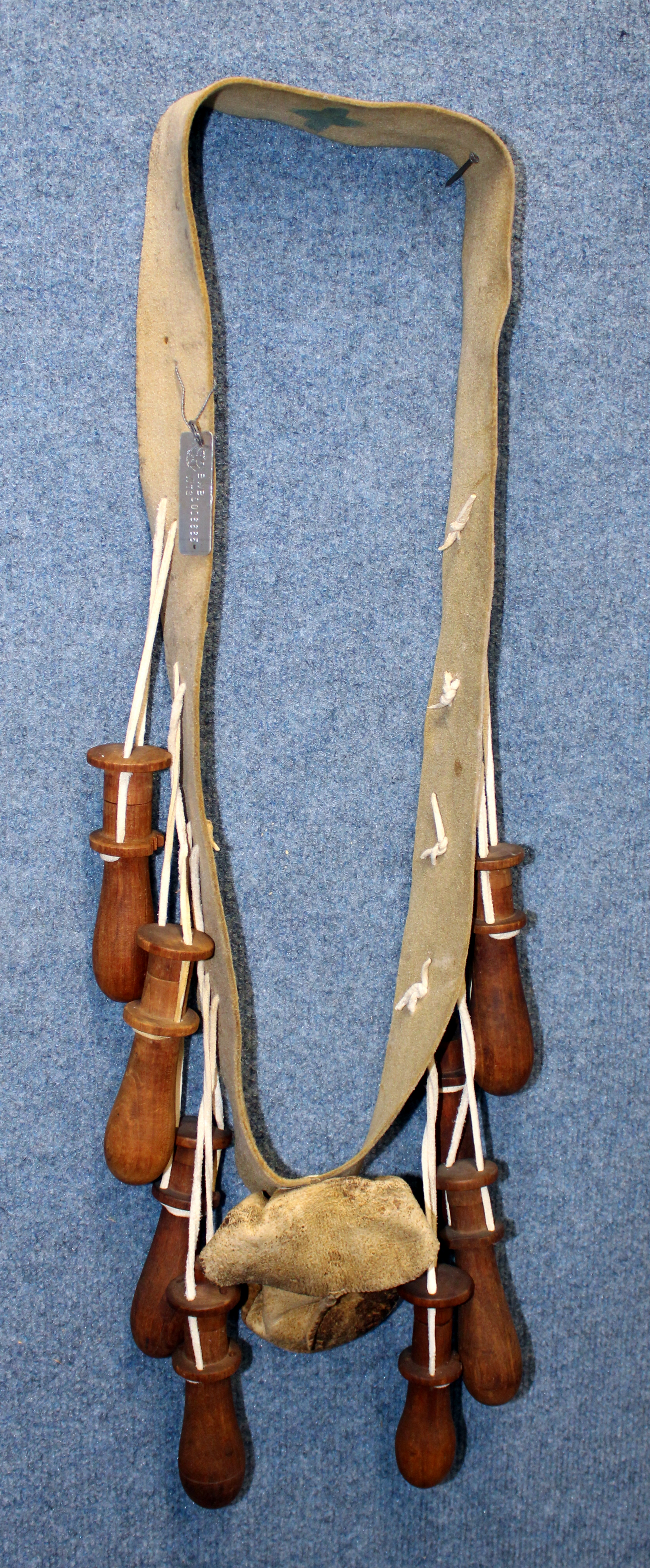
Bandelier für Luntenschlossgewehre in der WTS Koblenz

Mit dem Aufkommen der Feuerwaffen hatten die Schützen nicht nur die eigentliche Waffe zu tragen, sondern auch die dazugehörende Munition. Am Bandelier der Schützen waren befestigt:
- ein Kugelbeutel aus Leder mit Kugeln; Reichsnorm war ein Kugelgewicht von 2 Lot Nürnberger Gewicht (etwa 30 Gramm), d. h. 16 Kugeln auf 1 Pfund Blei[1]
- ein Zündkrautfläschchen, genannt Pulverin, ein kleines Fläschchen mit feinem Mehlpulver („Zündkraut“) für die Zündpfanne;
- zehn bis zwölf kleine Holzbüchsen („Apostel“) mit abgemessener Pulvermenge für je einen Schuss, die später – als erstes bei der Reiterei – durch Behälter (d. h. Patronen) aus Papier ersetzt wurden. Die Pulvermenge sollte 2/3 des Kugelgewichtes ausmachen, also etwa 20 Gramm oder 320 Gran Schwarzpulver.
- ein Zinnfläschchen mit Öl zum Fetten der Pfropfen;
- die zusammengelegte Lunte – ein in Bleizucker getränkter Hanfstrick, der stundenlang glimmen konnte;
- eine Räumnadel zum Säubern des Zündlochs.

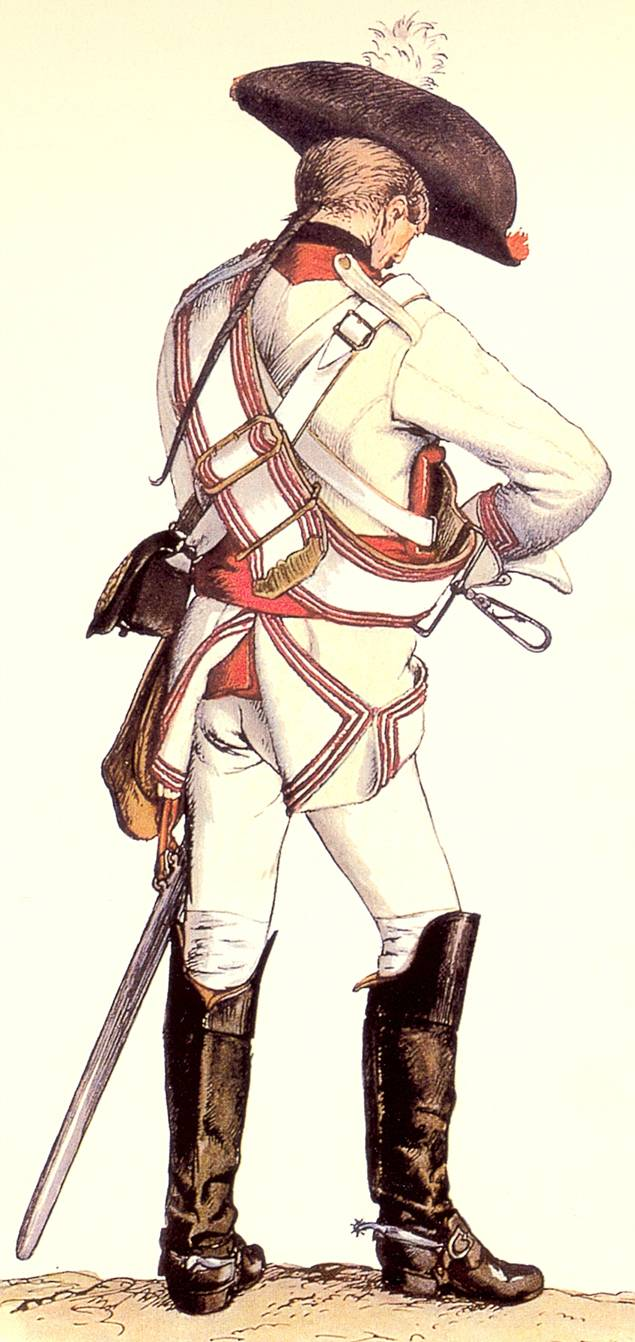
Reiter mit Bandelier und Karabinerhaken, 18. Jh.
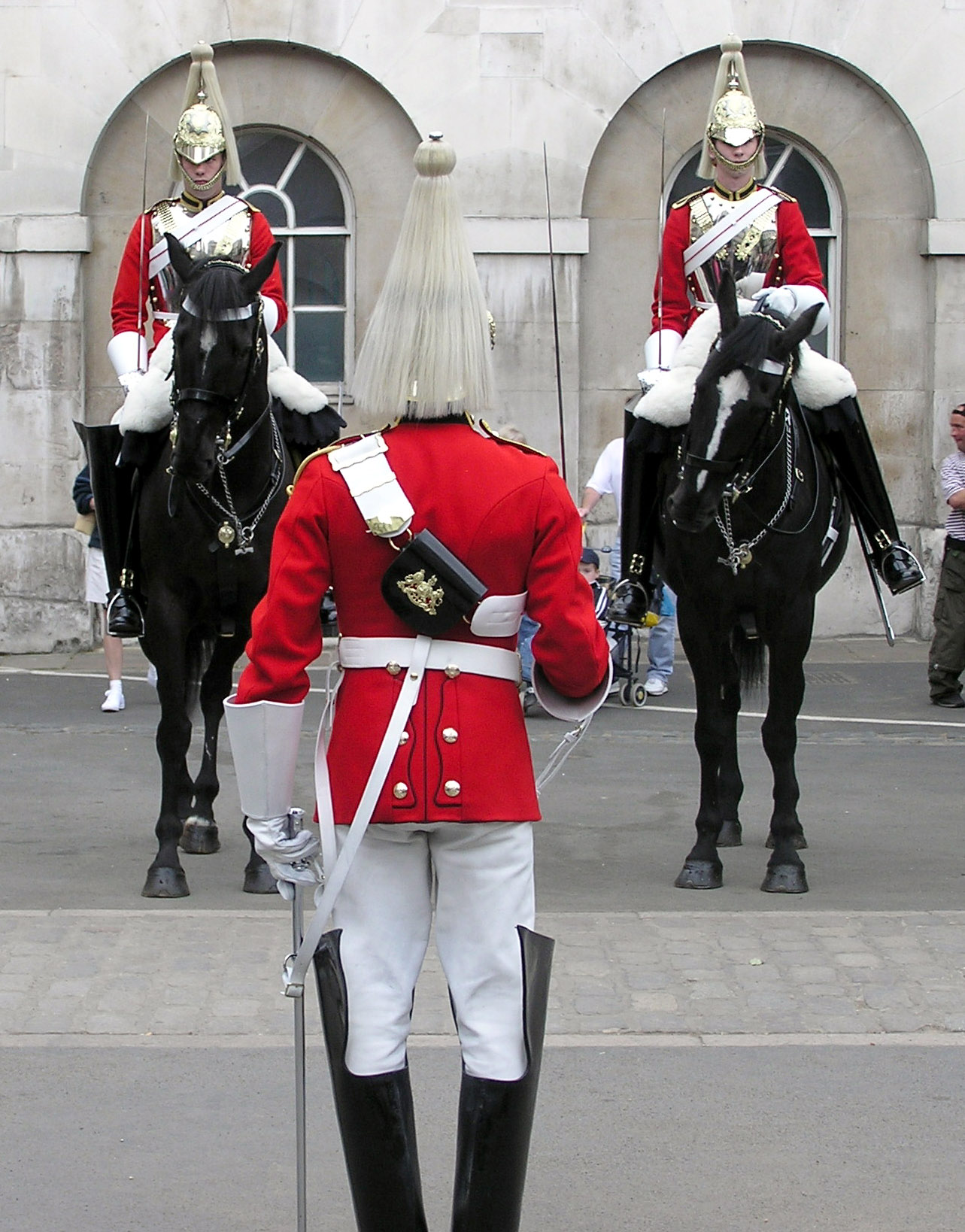
Lifeguard mit einer Kartusche am Bandelier

Diese Gegenstände waren mit Lederriemen am Bandelier befestigt. Der Regensburger Stadtobrist Alexander von Haslang empfahl in einem Musterungsbuch 1606 allerdings, man solle zur Befestigung der Pulvermaße nicht „lidere rhüemlein (lederne Riemchen)“, sondern „guete, starckhe träte schnierlein (gedrehte Schnürlein)“ verwenden, „die Jm regen zu veld etwas erdulden khünnen, dann die rhümlein den nechsten erfault (weil die Riemlein beizeiten verfaulen)“. Alles zusammen wog etwa 3,8 Kilogramm.
An einem eigenen Bandelier konnte auch ein Degen befestigt sein, Grenadiere trugen daran die Granatentasche. Die berittenen Schützen trugen ihre Arkebuse an einem Bandelier, damit sie im Kampf nicht verloren ging. „Dazu besaß das Bandelier einen besonderen Haken, den Karabinerhaken, der in einen Ring eingriff, der auf einer Stange verschiebbar am Arkebusenschaft befestigt war“. Sie wurden daher unter anderem auch als Bandelierreiter bezeichnet.
Ab der Mitte des 17. Jahrhunderts wurden die Papierpatronen in einer Patronentasche (Kartusche) untergebracht, die weiterhin an einem Bandelier getragen wurde.
Vom Beginn des 18. bis zur Mitte des 19. Jahrhunderts wurde von der Infanterie teilweise das doppelte oder Kreuzbandelier über beide Schultern getragen: An dem einen Bandelier hing die Patronentasche, am anderen das Seitengewehr.
Im späten 19. Jahrhundert und zu Beginn des 20. Jahrhunderts war das Bandelier bei den berittenen Truppen eine Zierde, die über der linken Schulter getragen wurde und bei den Offizieren mit goldenen oder silbernen Tressen verziert waren, die daran hängende Kartusche war mit einem Adler, Stern, Wappen oder Namenszug besetzt.

## Verwendung (20./21. Jahrhundert)

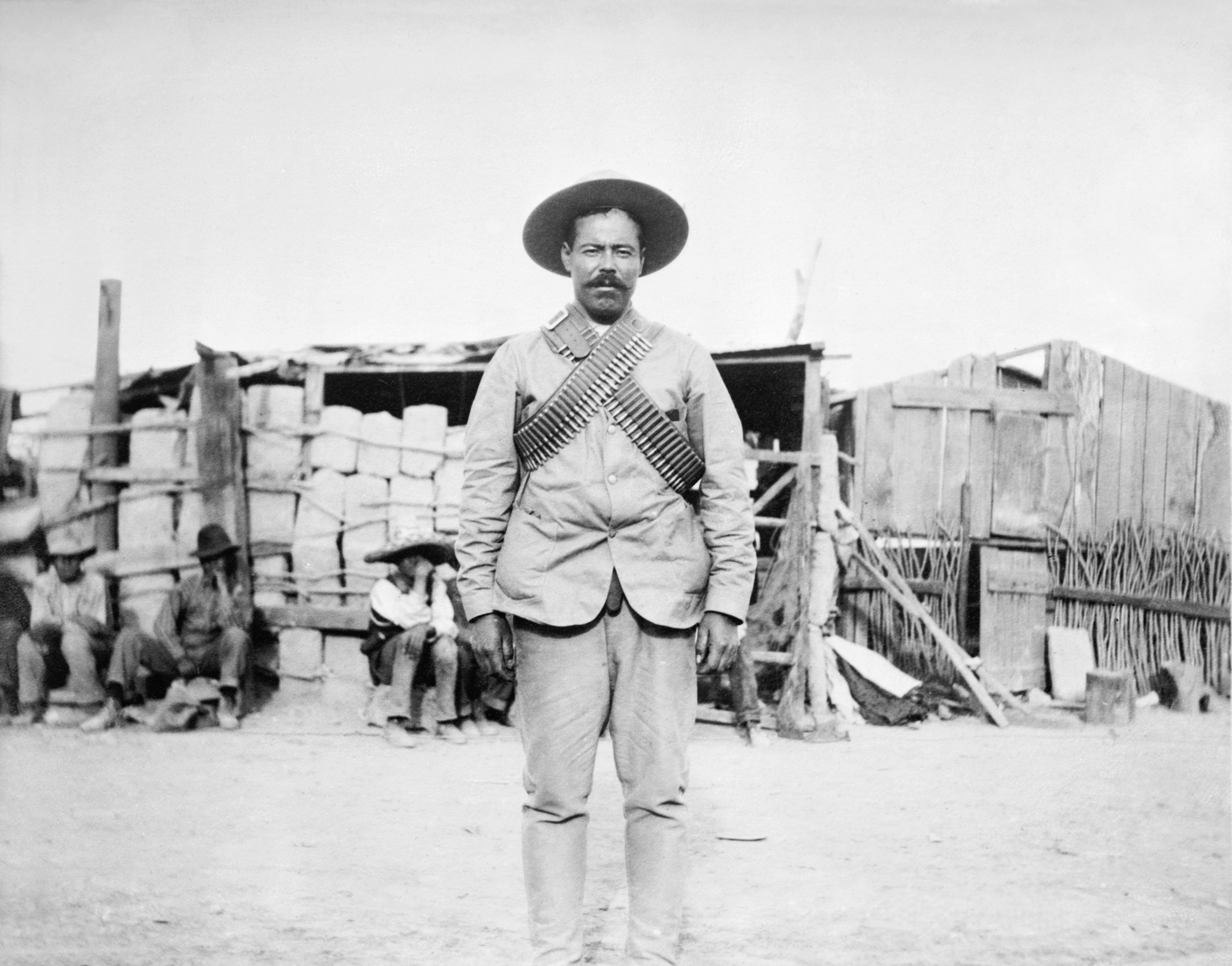
Pancho Villa, als Kommandant während der Mexikanischen Revolution mit zwei Bandeliers

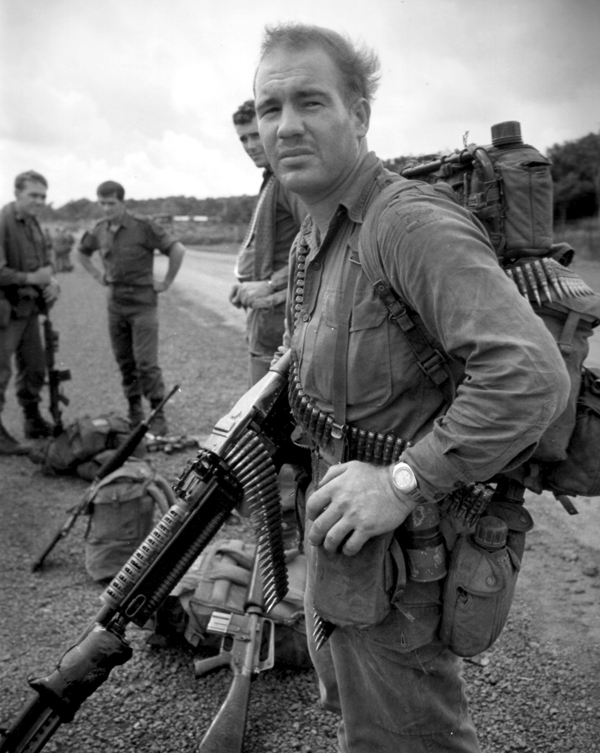
MG-Schütze trägt einen zusätzlichen MG-Gurt wie ein Bandelier

In außereuropäischen Ländern, vorwiegend in Amerika, wurden auch Bandeliers getragen, an denen eine größere Menge einzelner Patronen für die Schusswaffe, Gewehr oder Revolver, eingeschlauft ähnlich einem MG-Gurt, getragen wurden. Die Patronen wurden teils durch Lederklappen in Stellung gehalten, der Gurt als Patronengurt über dem Hosenbund oder kreuzweise über der Schulter getragen. Für feuchtheißes Klima wurde das Leder mancher Gurte durch Baumwolle ersetzt, was Korrosion an den Messingpatronen verminderte und günstiger herzustellen war.
Die heute militärisch genutzten Bandeliers werden aus gefärbten Nylon- oder sonstigem Gewebe hergestellt; in den halb- oder ganzseitig vorhandenen gedeckten Taschen findet jeweils ein Magazin für die Hauptwaffe, das Sturmgewehr, Platz; alternativ können kleinere Ausrüstungsgegenstände wie Kompass, Verbandspäckchen oder Handgranaten transportiert werden. Weitere Befestigungsmöglichkeiten wie beim regulär getragenen Gurtzeug finden sich in der Regel nicht oder werden improvisiert, das Bandelier ist eher als günstig und schnell herzustellende Ergänzung gedacht. Auf zahlreichen Bildern aus dem Vietnamkrieg ist dieses Bandelier – meist einzeln schräg über der Schulter getragen – zu sehen.
Die eher selten anzutreffende zerschnittene Tragweise in Hosenträgerform kann als Vorläufer heutiger Webbings angesehen werden und wurde während des Ersten Weltkriegs produziert. Mit Hosenträgergurten als Gürtel getragen war eine andere Form lange Zeit in Vietnam und den angrenzenden Ländern üblich.